# فيليبا ماراك
فيليبا «بيبا» ماراك (بالإنجليزية:Philippa "Pippa" Marrack) (وُلدت في 28 يونيو 1945) هي عالمة أحياء إنجليزية، تقيم في الولايات المتحدة، اشتهرت بأبحاثها في نمو واستماتة الخلايا التائية والأمراض المناعية الذاتة، وتحديد المستضدات الفوق)، وآلية متلازمة الصدمة تسممية م☂ تتعاون بيبا مع زوجها، جون كابلر.

## سيرتها الذاتية
وُلدت ماراك في إويل، إنجلترا في 28 يونيو 1945. حصلت ماراك على البكالوريوس في عام 1967، ثم الدكتوراه في عام 1970 في كلية موراي إدواردز بنيو هول، كامبريدج. عملت ماراك خلال دراستها في مركز البحوث الطبية بالمملكة المتحدة بمختبر البيولوجيا الجزيئية مع آلان مونرو، حيث بدأت في دراسة الاختلافات بين الخلايا التائية والخلايا البائية.
عملت ماراك بعد حصولها على الدكتوراه مع ريتشارد دوتون في جامعة كاليفورنيا، سان دييغو.
حصلت ماراك على أول مركز وظيفي لها كعضو هيئة تدريس في جامعة روتشستر، ثم منظمة الصحة اليهودية الوطنية، ثم جامعة كولورادو.

## أبحاثها الهامة
- كابلر، وروهم، وماراك، «تأقلم الخلية التائية عن طريق الاستئصال نسيلي في الغدة الزعترية» سيل، v.49، n.2، ب. 273-80 (1987)[10]
- ماراك وكابلر، «سموم المكورات العنقودية ومشتقاتها»، سسينس، v.248 (4956)، ب. 705-11 (1990).[11]
- كابلر، وستايرز، ووايت، وماراك، «التأقلم الذاتي للخلايا التائية وتوافقها مع مجمع التوافق النسيجي الرئيسي»، الطبيعة، 332 (6159): ص 35-40 (1988).[12]
- وايت، وآخرون. (بما فيهم ماراك)، «المستضدات الفوقية المحددة الخاصة بسموم المكورات العنقودية ودورها في تحفيز الخلايا التائية في فئران التجارب المستنسخة» الخلية، v.56، n.1، ص 27-35 (1989).[13]

## الجوائز
- 1986 - عُينت ماراك كباحث، في معهد هوارد هيوز الطبي
- 1987 - زميل (منتخب)، في الجمعية الملكية
- 1989 - عضو منتخب، في الأكاديمية الوطنية للعلوم
- 1990 - جائزة جمعية المجتمع الملكي ويلكوم
- 1993 - معهد بحوث السرطان جائزة وليام بي كولي
- 1993 - جائزة بول ايرليتش وجائزة لودفيغ دارمستايدتر
- 1994 - جائزة لويزا غروس هورويتز من جامعة كولومبيا
- 2003 - جائزة الإنجاز مدى الحياة، الجمعية الأمريكية للمناعة[14][15]
- 2004 - جائزة لوريال اليونسكو للمرأة في العلوم
- 2005 - جائزة بيرل مايستر غرينغارد[16]
- جائزة الحاخام شاي شاكنر، جامعة القدس
- 2015 - جائزة وولف في الطب[17]
- 2015 - محاضرة في قاعة المشاهير الوطنية للمرأة[18][19]

## روابط خارجية
- KM lab website نسخة محفوظة 14 فبراير 2017 على موقع واي باك مشين.